# شينغ شوانغ
شينغ شوانغ هي ممثلة صينية ولدت في 22 أغسطس 1991.

## وصلات خارجية
- شينغ شوانغ على موقع IMDb (الإنجليزية)
- شينغ شوانغ على موقع قاعدة بيانات الفيلم (الإنجليزية)